# استان نان

نقشهٔ تایلند و جایگاه استان نان.

استان نان یکی از استانهای کشور تایلند است. مساحت آن ۱۱۰۰۰ کیلومترمربع می‌باشد. جمعیت این استان در سال ۲۰۰۹ بالغ بر ۴۷۵۰۰۰ نفر برآورد شده‌است.
استان نان از نظر تقسیمات کشوری بخشی از ناحیه شمال تایلند به حساب می‌آید. مرکز این استان شهر نان است.